# Урбана (Ајова)
Урбана (енгл. Urbana) град је у америчкој савезној држави Ајова. По попису становништва из 2010. у њему је живело 1.458 становника.

## Демографија
Према попису становништва из 2010. у граду је живело 1.458 становника, што је 439 (43,1%) становника више него 2000. године.
| Група             | 2000.         | 2010.         |
| Белци             | 1.009 (99,0%) | 1.411 (96,8%) |
| Афроамериканци    | 3 (0,3%)      | 5 (0,3%)      |
| Азијати           | 0 (0,0%)      | 4 (0,3%)      |
| Хиспаноамериканци | 6 (0,6%)      | 14 (1,0%)     |
| Укупно            | 1.019         | 1.458         |